# Valeur sûre
Pour les articles homonymes, voir Bilan.
Albums de Nèg' Marrons
Les Liens sacrés
(2008)
Valeur sûre est le quatrième album studio des Nèg' Marrons sorti en 2016. Le groupe n'avait plus sorti d'album depuis Les Liens sacrés (2008).

## Historique
L'album est annoncé en avril 2015 et doit initialement sortir à l'automne 2015. Peu après, le titre Fast Food Music est disponible pendant quelques jours gratuitement sur le site officiel du groupe.

## Singles et clips
Le premier single est Fast Food Music avec Purple Star, publié le 8 avril 2015. Le clip, tourné à Londres, est dévoilé au même moment. Il est suivi par J'aime trop la life avec Dry, dont le clip est diffusé le 10 juin 2015.
Charly Clodion réalise le clip du 3e extrait J'arrive comme je suis, dévoilé le 27 janvier 2016. Le 4e clip est celui du titre Le monde bouge, dévoilé le 26 février 2016. Le titre Valeur sûre est le 5e extrait, avec un clip publié le 3 juin 2016.

## Liste des titres
Sources : Spotify et Sansrefrain.fr
| 1.    | J'arrive comme je suis              | Mickaël Robert       | 3:30 |
| 2.    | Valeur sûre                         | Toma                 | 3:35 |
| 3.    | Le monde bouge                      | Djimi Finger         | 3:04 |
| 4.    | Fonce (feat. Wayne Beckford)        | Désiré Alwio         | 3:22 |
| 5.    | J'aime trop la life (feat. Dry)     | Tarik Hamiche        | 4:19 |
| 6.    | Président                           | Jacky Brown et Ben-J | 4:07 |
| 7.    | Destiné                             | Bost & Bim           | 3:19 |
| 8.    | Ma Playlist                         | Guillaume Halgand    | 3:43 |
| 9.    | La Monnaie 3.0 (feat. Passi)        | Désiré Alwio         | 3:36 |
| 10.   | Fais tourner                        | Francky Filiole      | 3:18 |
| 11.   | Madiba (feat. Tato)                 | Tato                 | 3:52 |
| 12.   | Vous les femmes                     | Mickaël Robert       | 4:03 |
| 13.   | Fast Food Music (feat. Purple Star) | Charlie Waits        | 4:12 |
| 14.   | Night Club                          | NG                   | 4:29 |
| 52:36 |                                     |                      |      |